# 1900年パリオリンピックのキューバ選手団
1900年パリオリンピックのキューバ選手団（1900ねんパリオリンピックのキューバせんしゅだん）は、1900年5月14日から10月28日にかけてフランスの首都パリで開催された1900年パリオリンピックのキューバ選手団、およびその競技結果。

## 概要
キューバは今大会が初参加であったが、金メダル1個、銀メダル1個の合計2個のメダルを獲得した。

## メダル
| メダル | 選手名             | 競技         | 種目                         |
| ------ | ------------------ | ------------ | ---------------------------- |
| 金     | ラモン・フォンスト | フェンシング | 男子エペ個人                 |
| 銀     | ラモン・フォンスト | フェンシング | 男子エペアマチュアマスターズ |